# Basketbalová extraliga mužov
Basketbalová extraliga mužov – profesjonalna liga koszykarska na Słowacji, reprezentująca najwyższą klasę rozgrywkową w tym kraju, od 1993 roku. Przed jej powstaniem słowackie zespoły występowały w lidze czechosłowackiej.

## Zespoły

### Sezon 2015-2016
| Drużyna                      | Lokalizacja      |
| ---------------------------- | ---------------- |
| BK Inter Incheba Bratysława  | Bratysława       |
| VŠEMvs Karlovka Bratysława   | Bratysława       |
| BK Rieker Komárno            | Komárno          |
| Slávia TU Koszyce            | Koszyce          |
| EUCOS Levický Patrioti       | Levice           |
| MBK SPU Nitra                | Nitra            |
| BK 04 AC LB Nowa Wieś Spiska | Nowa Wieś Spiska |
| BC Prievidza                 | Prievidza        |
| BK Iskra Świt                | Świt             |

### Nieistniejące
- Skanska Pezinok
- MBK Žilina

## Medaliści mistrzostw Słowacji
| Sezon   | Złoto                        | Srebro                           | Brąz                         |
| ------- | ---------------------------- | -------------------------------- | ---------------------------- |
| 1993    | BK Davay Pezinok             | BK VŠDS Žilina                   | Essex BK Lučenec             |
| 1993/94 | BC Prievidza                 | BK Slovakofarma Pezinok          | BK Ozeta TTS Trenčín         |
| 1994/95 | BC Prievidza                 | BK Slovakofarma Pezinok          | BK Chemosvit Svit            |
| 1995/96 | BK Inter Slovnaft Bratysława | BC Prievidza                     | BK Slovakofarma Pezinok      |
| 1996/97 | BK Slovakofarma Pezinok      | BK Chemosvit Svit                | BC Prievidza                 |
| 1997/98 | BK Slovakofarma Pezinok      | BK Chemosvit Svit                | BK Inter Slovnaft Bratysława |
| 1998/99 | BK Slovakofarma Pezinok      | BK Inter Slovnaft Bratysława     | BK Chemosvit Svit            |
| 1999/00 | BK Slovakofarma Pezinok      | BK AŠK Inter Slovnaft Bratysława | BK Chemosvit Svit            |
| 2000/01 | BK Slovakofarma Pezinok      | BK Chemosvit Svit                | VTJ Levice                   |
| 2001/02 | BK Slovakofarma Pezinok      | BK Chemosvit Svit                | BK E.S.O. Lučenec            |
| 2002/03 | BK Chemosvit Svit            | BK E.S.O. Lučenec                | K CERO SPU Nitra             |
| 2003/04 | BK E.S.O. Lučenec            | BK Chemosvit Svit                | Baník Handlová               |
| 2004/05 | K CERO SPU Nitra             | Baník Handlová                   | BK Chemosvit Svit            |
| 2005/06 | BK E.S.O. Lučenec            | MBK Handlová                     | Slávia TU Košice             |
| 2006/07 | Slávia TU Košice             | BK Inter Bratysława              | BK 04 Nowa Wieś Spiska       |
| 2007/08 | BC Skanska Pezinok           | BK Inter Bratysława              | MBK Handlová                 |
| 2008/09 | BK AX SPU Nitra              | AB Cosmetics Pezinok             | HBK Prievidza                |
| 2009/10 | AB Cosmetics Pezinok         | BK SPU Nitra                     | MBK Handlová                 |
| 2010/11 | BK Astrum Levice             | BK SPU Nitra                     | BK Váhostav-SK Žilina        |
| 2011/12 | BC Prievidza                 | MBK Rieker Komárno               | BK Bemaco SPU Nitra          |
| 2012/13 | BK Inter Incheba Bratysława  | MBK Rieker Komárno               | BK 04 Nowa Wieś Spiska       |
| 2013/14 | BK Inter Incheba Bratysława  | BC Prievidza                     | BK Iskra Svit                |
| 2014/15 | MBK Rieker Com Therm Komárno | BC Prievidza                     | BK Inter Incheba Bratysława  |

## Bilans medalistów
| Poz. | Klub                         | Złoto                | Srebro                           | Brąz                             |
| ---- | ---------------------------- | -------------------- | -------------------------------- | -------------------------------- |
| 1.   | BK Slovakofarma Pezinok      | 7 (1993, 1997 2002)  | 2 (1994, 1995)                   | 1 (1996)                         |
| 2.   | BC Prievidza                 | 3 (1994, 1995, 2012) | 3 (1995, 2014, 2015)             | 2 (1996, 2009)                   |
| 3.   | BK Inter Bratysława          | 3 (1996, 2013, 2014) | 4 (1999, 2000, 2007, 2008)       | 2 (1998, 2015)                   |
| 4.   | MBK SPU Nitra                | 2 (2005, 2009)       | 2 (2010, 2011)                   | 2 (2003, 2012)                   |
| 5.   | BK E.S.O. Lučenec            | 2 (2004, 2006)       | 1 (2003)                         | 2 (1993, 2002)                   |
| 6.   | Basketbal Pezinok            | 2 (2008, 2010)       | 1 (2009)                         |                                  |
| 7.   | BK Iskra Świt                | 1 (2003)             | 5 (1997, 1998, 2001, 2002, 2004) | 5 (1995, 1999, 2000, 2005, 2014) |
| 8.   | MBK Rieker Komárno           | 1 (2015)             | 2 (2012, 2013)                   |                                  |
| 9.   | ONYX Levice                  | 1 (2011)             |                                  | 1 (2001)                         |
| 10.  | Slávia TU Koszyce            | 1 (2007)             |                                  | 1 (2006)                         |
| 11.  | MBK Handlová                 |                      | 2 (2005, 2006)                   | 3 (2004, 2008, 2010)             |
| 12.  | BK Váhostav-SK Žilina        |                      | 1 (1993)                         | 1 (2011)                         |
| 13.  | BK 04 AC LB Nowa Wieś Spiska |                      |                                  | 2 (2007, 2013)                   |
| 14.  | BK Ozeta TTS Trenčín         |                      |                                  | 1 (1994)                         |